# Xitle
De Xitle is een vulkaan even ten zuidwesten van de bebouwing van Mexico-Stad, in het district Tlalpan.
De vulkaan is onderdeel van de Trans-Mexicaanse Vulkanengordel, meer in het bijzonder van de Sierra de Ajusco, en is 3937 meter hoog. Een uitbarsting tegen de laatste eeuw voor het begin van de jaartelling betekende het einde van de precolumbiaanse stad Cuicuilco, wat het begin van de hegemonie van Teotihuacán inleidde.